# Madagaskars damlandslag i handboll
Madagaskars damlandslag i handboll representerar Madagaskar i handboll på damsidan.
Landslaget har spelat i afrikanska mästerskapet två gånger, men aldrig kvalificerat sig för OS eller VM.

## Placeringar i afrikanska mästerskapet
- 2021 – 11:e plats[1]
- 2022 – 13:e plats